# متیو لوئیس ژان
متیو لوئیس ژان (انگلیسی: Matthieu Louis-Jean؛ زادهٔ ۲۲ فوریهٔ ۱۹۷۶) بازیکن فوتبال اهل فرانسه است.
از باشگاه‌هایی که در آن بازی کرده‌است می‌توان به باشگاه فوتبال ناتینگهام فارست، باشگاه فوتبال لو آور، و باشگاه فوتبال نوریچ سیتی اشاره کرد.